# Dersca
Dersca è un comune della Romania di 3 216 abitanti, ubicato nel distretto di Botoșani, nella regione storica della Moldavia.
Nel 2003 si sono staccati da Dersca i villaggi di Lozna e Străteni, andati a formare il comune di  Lozna.

## Curiosità
Negli ultimi 10, 15 anni Dersca ha visto un grande spopolamento dato dalla migrazione degli abitanti in paesi come: Italia, Spagna, Inghilterra e altri. La maggior parte di queste persone oggi risiedono stabilmente nei paesi sopra citati.